# Colastes elongatus
Colastes elongatus är en stekelart som beskrevs av Sergey A. Belokobylskij 1998. Colastes elongatus ingår i släktet Colastes och familjen bracksteklar. Inga underarter finns listade i Catalogue of Life.